# Chilothorax nigrivittis
Chilothorax nigrivittis är en skalbaggsart som beskrevs av Semyon Martynovich Solsky 1876. Chilothorax nigrivittis ingår i släktet Chilothorax och familjen Aphodiidae. Utöver nominatformen finns också underarten C. n. impubis.